# Zu allen Heiligen (Berlebeck/Heiligenkirchen)

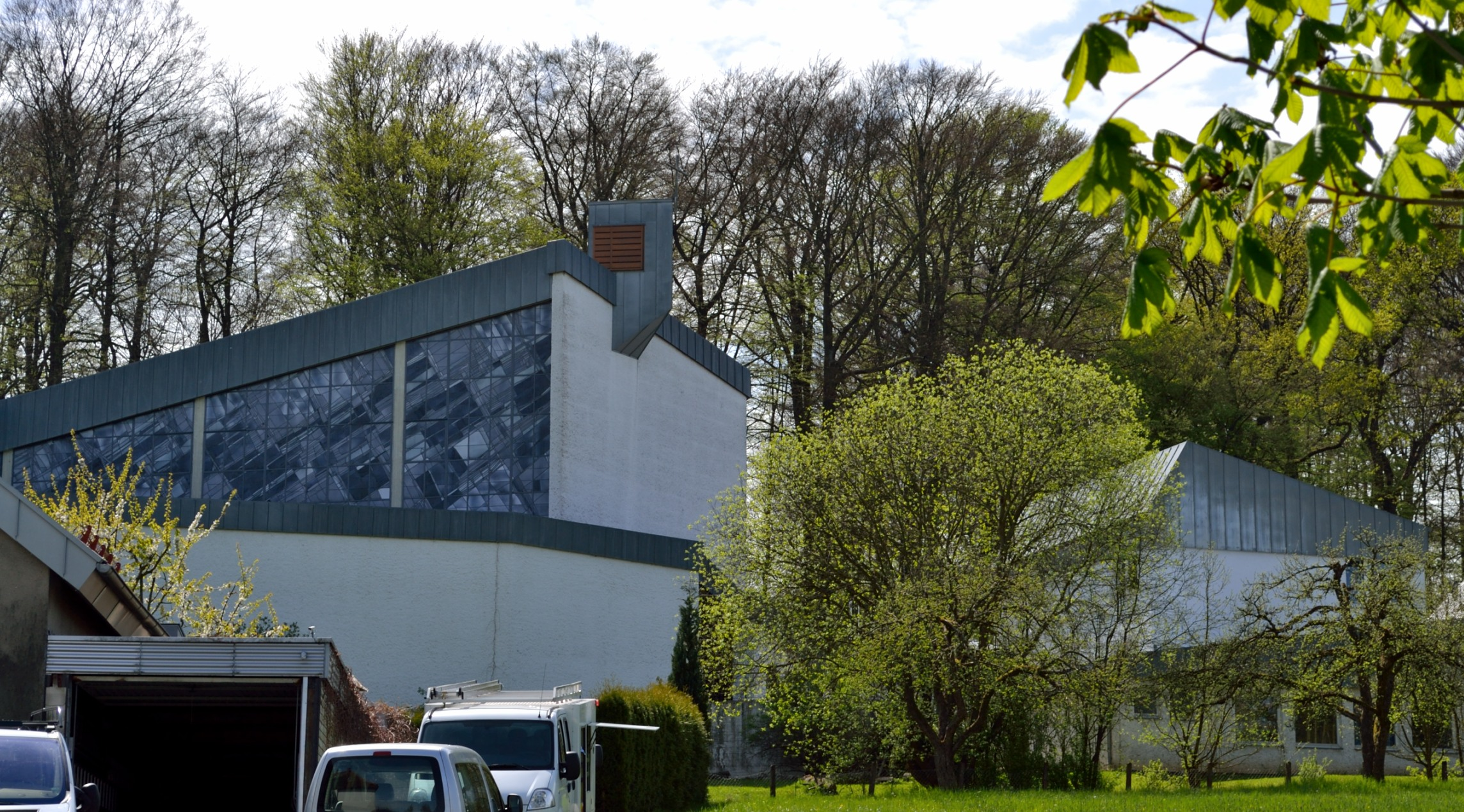
Zu allen Heiligen in Detmold-Berlebeck/Heiligenkirchen

Zu allen Heiligen war eine römisch-katholische Pfarrkirche zwischen den Detmolder Ortsteilen Berlebeck und Heiligenkirchen. Sie war Filialkirche von Heilig Kreuz im Pastoralverbund Detmold des Dekanats Bielefeld-Lippe im Erzbistum Paderborn.

## Geschichte
Die Kirche entstand in den Jahren 1966 bis 1967 nach Plänen von Joachim-G. Hanke an den damaligen Rändern der Wohnbebauung von Berlebeck und Heiligenkirchen. Die Weihe erfolgte am 19. Mai 1968. Wenige Monate später konnte das Gemeindehaus fertiggestellt werden, das später an Familien vermietet war und heute eine Außenwohngruppe der St. Elisabeth-Stiftung beheimatet.
Nachdem im Jahr 2016 der letzte Gottesdienst in der Kirche stattfand, wurde sie 2019 abgebrochen.

## Architektur
Der Kirchenbau hatte einen unregelmäßigen Grundriss und wurde von zwei Pultdächern bedeckt. Das höhere überspannte den Gottesdienstraum, das niedrigere den Eingangsbereich, die Sakristei und einen Gang. Ein Dachreiter auf der Wand markierte die höchste Stelle des Baus. Der Dachreiter und die umlaufenden Traufen wurden von matt silbernen Zinkblechen verkleidet.
Im Inneren waren die Wände weiß gehalten; die Decke, die zum Altar hin abfiel, war mit Holz verbrettert. Der Altarraum war um eine Stufe erhöht und wie der Rest des Raumes mit grauem Fußboden ausgelegt.

## Ausstattung
Die liturgische Ausstattung stammte vom Bildhauer Josef Rikus. Hubert Spierling schuf die großflächige Verglasung.